# Cesuur (beoordeling)
De cesuur in de beoordelingstheorie is de score bij een schooltoets, waarboven men een voldoende resultaat heeft behaald voor die toets. De term wordt gebruikt bij school- en studiecijfers en vooral bij toelatingsexamens en wedstrijden.
Een cesuur kan al vooraf zijn vastgelegd (een absolute cesuur), of hij kan worden vastgelegd na afloop van de toets (een relatieve cesuur). Ook zijn er tussenvormen mogelijk, waarbij een normering vooraf is aangegeven, maar die kan worden bijgesteld als blijkt, dat de toets beter of slechter gemaakt is dan vooraf verwacht was.
Het voordeel van een absolute cesuur is, dat vooraf precies duidelijk is waaraan voldaan moet worden om te slagen, en dat vast staat dat bepaalde vooraf vastgestelde leerdoelen zijn behaald. Maar het nadeel is, dat er geen rekening wordt gehouden met bezwarende omstandigheden, bijvoorbeeld dat de toets toch zwaarder blijkt te zijn dan bedoeld was.
 
Als gebruikgemaakt wordt van een relatieve cesuur, dan wordt er gekeken naar de uitslagen die tijdens de toets zijn behaald, en bijvoorbeeld naar uitslagen die in het verleden bij vergelijkbare toetsen zijn behaald. Een nadeel daarvan kan zijn, dat de norm ten onrechte naar beneden wordt bijgesteld, als veel kandidaten de toets slecht hadden voorbereid, waardoor de groep als geheel zou kunnen worden 'beloond' voor slecht werk.

## Berekening

### Lineaire cesuur

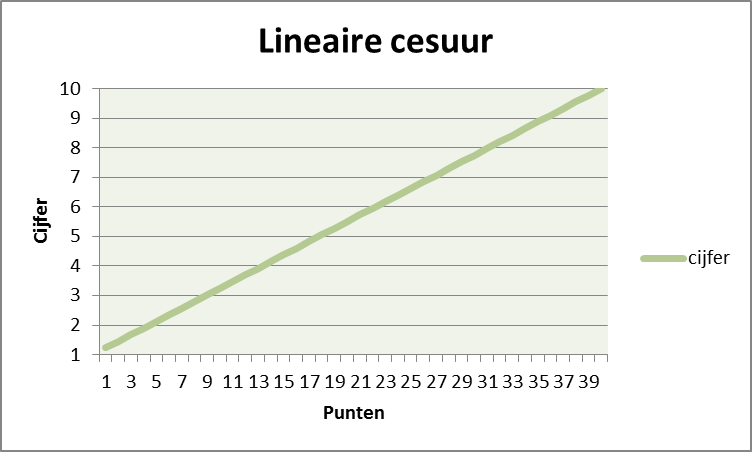
Lineaire cesuur

Veel docenten kiezen een cesuurpunt van 5,5 (op een schaal van 1 tot 10). Deze keuze is vrij willekeurig, en in veel gevallen niet geschikt. De reden dat docenten een cesuur van 5,5 kiezen is dat dit overeenkomt met het gemiddelde van 1 en 10 (laagste en hoogste punt). Door dit gemiddelde te kiezen wordt cijferberekening vergaand vereenvoudigd:
{\displaystyle {\text{Cijfer}}={\frac {\text{punten}}{\text{maxpunten}}}\cdot 9+1}
Een voorbeeld: het maximaal aantal punten is 20. De leerling heeft 10 punten gehaald. Zijn cijferberekening wordt:
{\displaystyle {\text{Cijfer}}={\frac {10}{20}}\cdot 9+1=5,5}
De waarden 9 en 1 zijn niet toevallig. De factor 9 en het minimumcijfer 1 moeten samen het maximumcijfer geven (dus 1 + 9 = 10). Het percentage waarbij precies een voldoende wordt gehaald noemen we het cesuurpercentage. In dit geval is dat 10/20 = 50%.

### Niet-lineaire cesuur

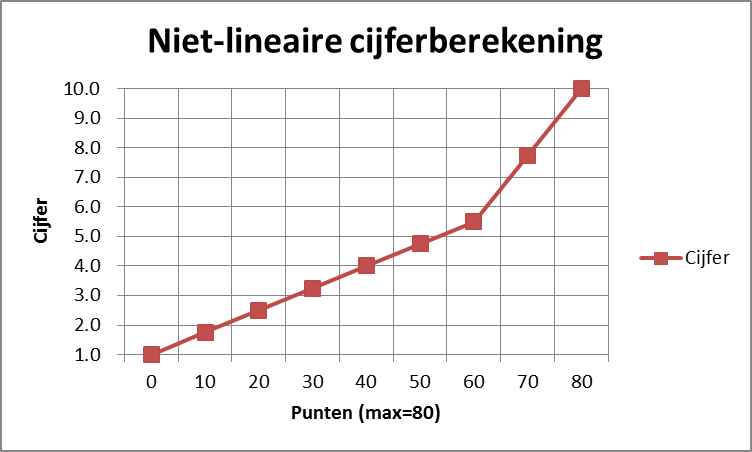
Niet-lineaire cesuur, ofwel cesuur 'met knik'

Niet-lineaire cesuur wordt ook wel 'cijferberekening met knik' genoemd. De knik is zichtbaar in de grafiek die het verband tussen punten en cijfer weergeeft. Deze knik ontstaat in elke cesuurbepaling die niet gelijk is aan het gemiddelde van laagste en hoogste cijfer (in ons schoolsysteem 5,5).
De berekening voor een niet-lineaire cesuur is gecompliceerder dan de lineaire, omdat we rekening moeten houden met een verschil tussen voldoende cijfers en onvoldoende cijfers. Bij lineaire berekening zijn deze getallen gelijk (de 50% onvoldoende punten en de 50% voldoende punten):
- {\displaystyle 10-5,5=4,5}
- {\displaystyle 5,5-1=4,5}

Bij niet-lineaire berekening zijn deze getallen verschillend. We nemen een voorbeeld van een voldoende bij 75%. Hierbij ligt de 50% fout antwoordengrens bij een cijfer=4,0:
- {\displaystyle 10-4,0=6,0} (bovenste 50%)
- {\displaystyle 4,0-1=3,0} (onderste 50%)

Heeft een leerling in dit geval 50% van de antwoorden goed, dan haalt hij of zij een 4,0. Heeft de leerling 75% goed dan haalt hij of zij pas een 5,5. We splitsen daarom de niet-lineaire cijferberekening in tweeën:
| Onder cesuur                                                                               | Boven cesuur |
| ------------------------------------------------------------------------------------------ | --- |
| {\displaystyle {\text{Cijfer}}={\frac {\text{Punten-cesuur}}{\text{cesuur}}}\cdot 4,5+5,5} | {\displaystyle {\text{Cijfer}}={\frac {\text{Punten-cesuur}}{\text{Maximaal aantal punten-cesuur}}}\cdot 4,5+5,5} |

Bij ondercesuur wordt het eerste deel van de formule een negatief getal. We rekenen dus in feite terug vanaf het cijfer 5,5 naar beneden. Bij bovencesuur zien we dat het enige verschil met de eerste formule de berekening onder de deellijn is (de noemer). 